# J. R. Smith
Earl Joseph "J.R." Smith III (Nova Jérsia, 9 de setembro de 1985) é um ex-jogador norte-americano de basquete profissional da National Basketball Association (NBA).
Ele entrou na NBA após o ensino médio depois de ser selecionado pelo New Orleans Hornets como a 18ª escolha geral no draft da NBA de 2004. Smith ganhou dois títulos da NBA: com o Cleveland Cavaliers em 2016 e com o Los Angeles Lakers em 2020.

## Primeiros anos
Nascido em Freehold Borough, Nova Jersey, Smith cresceu em Millstone Township, Nova Jersey.
Um calouro em 1999-2000, Smith foi para Steinert High no primeiro semestre e depois McCorristin Catholic High no seguinte, ambos em Nova Jersey. Não tendo competido em esportes para nenhuma das escolas, ele foi autorizado a se transferir para Lakewood High e repetir seu primeiro ano. Ele jogou duas temporadas de basquete em Lakewood antes de se transferir para a Saint Benedict's Preparatory School em 2002.
Ele se comprometeu a jogar basquete universitário na Universidade da Carolina do Norte após uma longa batalha de recrutamento. No entanto, depois de vencer o co-MVP com Dwight Howard no McDonald's All-American Game de 2004, Smith decidiu abandonar a faculdade e se declarou para o draft da NBA de 2004.

## Carreira profissional

### New Orleans Hornets (2004–2006)
Smith foi selecionado pelo New Orleans Hornets como a 18ª escolha geral no draft da NBA de 2004.
Como novato, Smith ganhou três vezes o prêmio de Novato do Mês da Conferência Oeste (janeiro, fevereiro, março). Depois de ter média de 10,3 pontos em 76 jogos (56 como titular) como novato, ele teve  média de 7,7 pontos em 55 jogos (25 como titular) na temporada de 2005-06. Nessa temporada, Smith caiu em desgraça com o treinador dos Hornets, Byron Scott, devido a uma má ética de trabalho e terminou a temporada fora da rotação.

### Denver Nuggets (2006–2011)

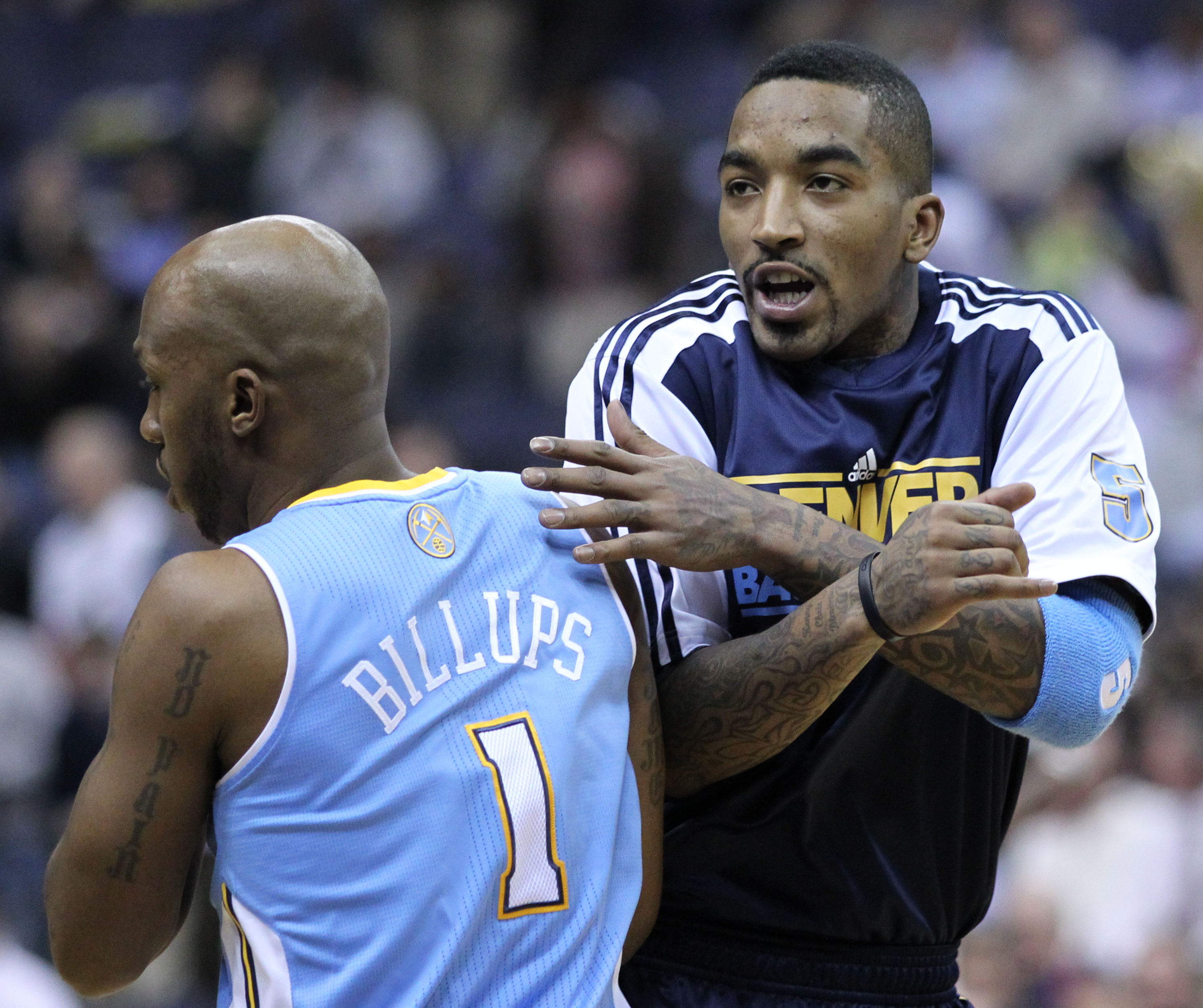
Smith com os Nuggets em janeiro de 2011

Em 14 de julho de 2006, Smith foi negociado, ao lado de P. J. Brown, para o Chicago Bulls em troca de Tyson Chandler. Seis dias depois, ele foi negociado novamente, desta vez para o Denver Nuggets em troca de Howard Eisley e duas escolhas de segunda rodada do draft.
Durante sua primeira temporada em Denver, Smith cumpriu uma suspensão de 10 jogos após seu envolvimento em uma briga em um jogo contra o New York Knicks no Madison Square Garden em 16 de dezembro.
Durante a temporada de 2008-09, ele teve média de 15,2 pontos em 81 jogos (18 como titular) e terminou em segundo lugar na votação para o Prêmio de Sexto Homem do Ano. Em 13 de abril de 2009, Smith marcou 45 pontos para ajudar os Nuggets a conquistar o título da Divisão Noroeste e a vantagem em casa nos playoffs pela primeira vez em 21 anos com uma vitória por 118-98 sobre o Sacramento Kings.
Em 23 de dezembro de 2009, Smith marcou 41 pontos contra o Atlanta Hawks, tornando-se o primeiro jogador da NBA a registrar vários jogos de mais de 10 arremessos de 3 pontos. Ele terminou a temporada de 2010-11 com médias de 12,3 pontos e 2,2 assistências como sexto homem dos Nuggets. A passagem de Smith com os Nuggets terminou em setembro de 2011 devido a greve da NBA. Um favorito dos fãs em Denver por seus arremessos de 3 pontos e enterradas elétricas, Smith muitas vezes atraiu a ira do técnico George Karl por sua seleção de arremessos confusos.

### Zhejiang Golden Bulls (2011–2012)
Em setembro de 2011, devido a greve da NBA, Smith assinou um contrato de um ano com o Zhejiang Golden Bulls da Associação Chinesa de Basquete (CBA). De acordo com as regras da CBA, o contrato de Smith não incluía uma cláusula que lhe permitiria retornar à NBA após a conclusão da greve. Seu acordo foi estimado em cerca de US $ 3 milhões, o maior da história da liga. 
Em 32 jogos pelo Zhejiang, ele teve médias de 34,4 pontos, 7,4 rebotes, 4,1 assistências e 2,5 roubos de bola. Em 1º de fevereiro de 2012, ele marcou 60 pontos na vitória por 122-110 sobre o Qingdao Eagles. Ele teve quatro jogos com mais de 50 pontos durante a temporada.

### New York Knicks (2012–2015)

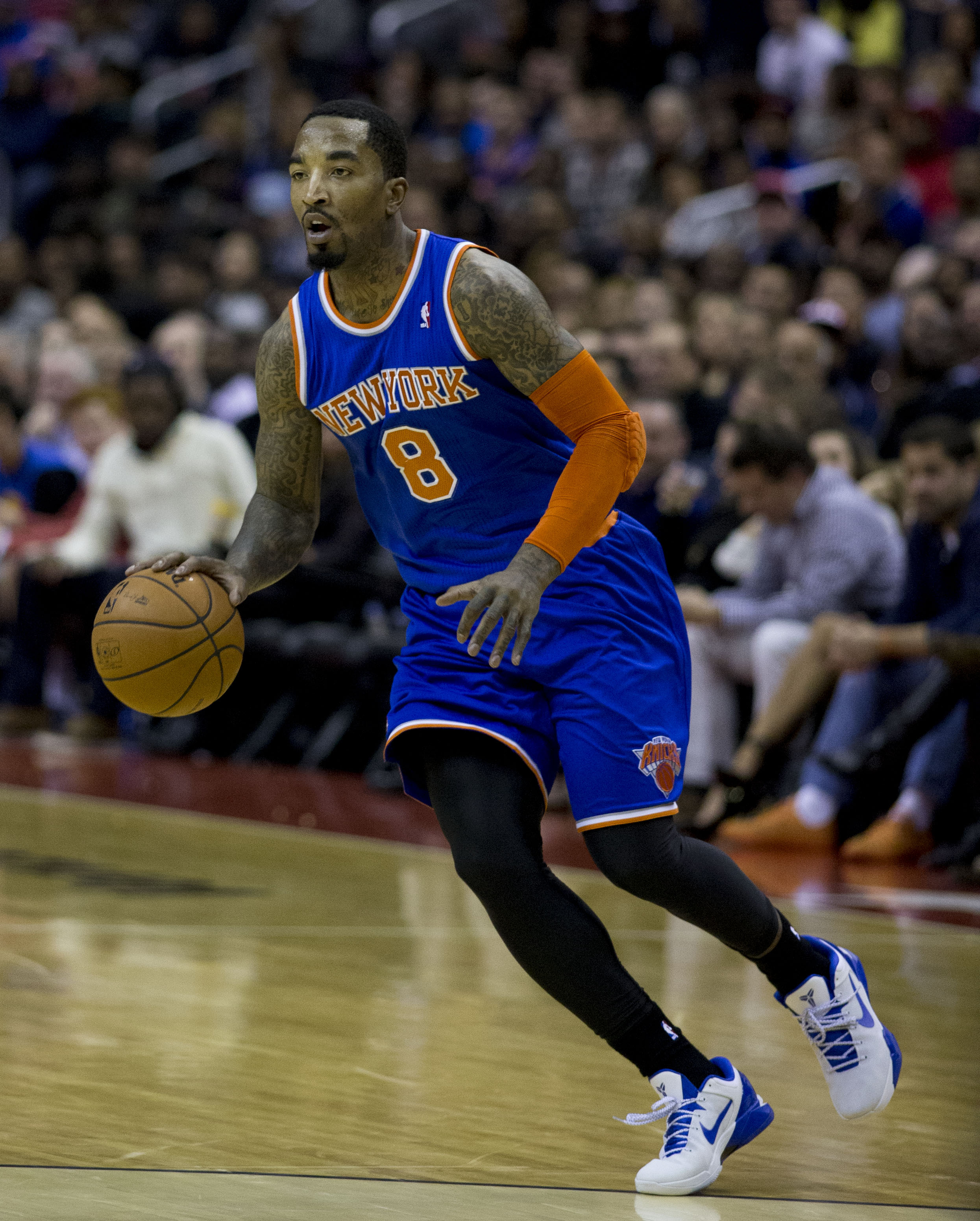
Smith com os Knicks em novembro de 2013

Em 17 de fevereiro de 2012, Smith assinou um contrato de 1 ano e US$2.5 milhões com o New York Knicks. Ele jogou em 35 jogos nos Knicks no final da temporada regular.
Em 11 de julho de 2012, Smith assinou um contrato de 2 anos e US$5.7 milhões com os Knicks. Na temporada de 2012-13, ele jogou em 80 jogos e teve médias de 18,1 pontos, 5,3 rebotes e 2,7 assistências. Ele foi posteriormente nomeado o Sexto Homem do Ano, tornando-se apenas o terceiro jogador na história da franquia a ganhar o prêmio, juntando-se a Anthony Mason e John Starks.
Em 11 de julho de 2013, Smith assinou um contrato de 3 anos e US$17.9 milhões com os Knicks. Ele perdeu os cinco primeiros jogos da temporada de 2013-14 por violar a política antidrogas da NBA. Em 26 de março, ele acertou nove cestas de 3 pontos contra o Sacramento Kings, empatando o recorde da franquia. Em 6 de abril, em uma derrota por 102-91 para o Miami Heat, Smith quebrou um recorde da NBA de 21 arremessos de três pontos em um único jogo, uma marca estabelecida em 2005 por Damon Stoudamire. Smith acertou 10 de 22 arremessos de 3 pontos contra o Heat, estabelecendo um recorde da franquia de mais arremessos de 3 pontos feitos e terminando com 32 pontos pelo segundo jogo consecutivo.

### Cleveland Cavaliers (2015–2019)

#### Temporada de 2014–15

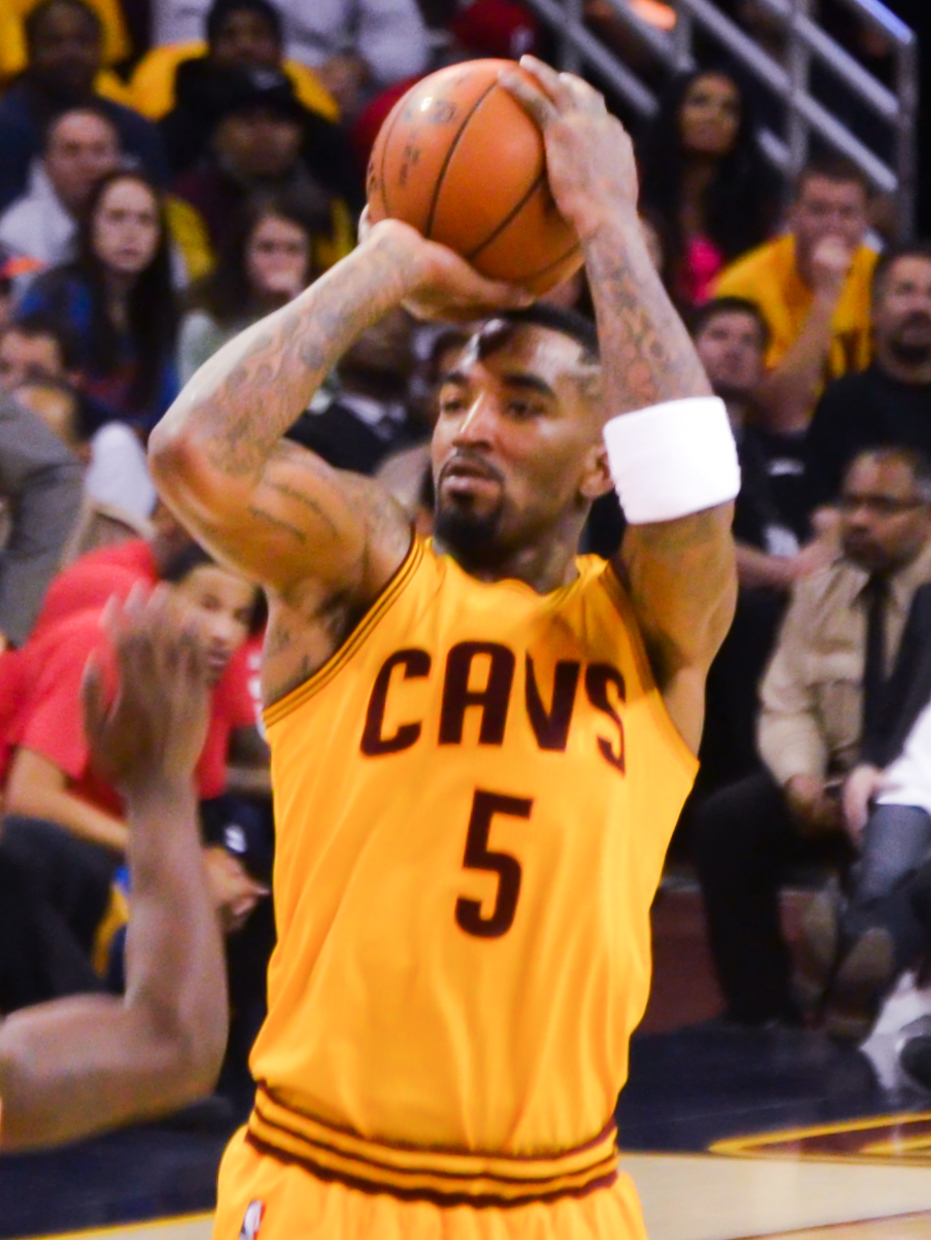
Smith com os Cavaliers em janeiro de 2015

Em 5 de janeiro de 2015, Smith foi adquirido pelo Cleveland Cavaliers em uma troca de três equipes que também envolveu o Oklahoma City Thunder.
Em 27 de abril de 2015, Smith foi suspenso pelos dois primeiros jogos das semifinais da Conferência Leste depois de um lance com Jae Crowder do Boston Celtics. No Jogo 1 das finais da Conferência Leste contra o Atlanta Hawks, Smith fez oito cestas de 3 pontos e marcou 28 pontos na vitória por 97-89. Ele ajudou os Cavaliers a varrer os Hawks para chegar às finais da NBA, onde perderam para o Golden State Warriors em seis jogos. Durante os playoffs de 2015, Smith jogou em 18 jogos (quatro como titular) e teve médias de 12,8 pontos e 4,7 rebotes em 31,1 minutos.

#### Temporada de 2015–16: Primeiro título
Em 2 de setembro de 2015, Smith assinou um contrato com os Cavaliers.
Smith jogou em 77 jogos (todos como titular) com o Cleveland na temporada de 2015-16 e teve médias de 12,4 pontos, 2,8 rebotes e 1,1 roubos de bola em 30,7 minutos. Ele ficou em sétimo lugar na liga em 3 pontos feitos (204), estabelecendo um recorde da franquia em uma única temporada. 
Durante os playoffs, Smith foi titular em todos os 21 jogos e teve médias de 11,5 pontos, 3,2 rebotes e 1,2 roubos de bola em 34,8 minutos. Ele fez 65 bolas de 3 pontos, um recorde da franquia em playoffs. Smith marcou dois dígitos em cada um dos últimos cinco jogos das finais da NBA, com o Cleveland vencendo o Golden State por 4-1 e levando para casa o primeiro título da NBA da franquia.

#### Temporada de 2016-17
Em 15 de outubro de 2016, Smith assinou um contrato de 4 anos e US$57 milhões com os Cavaliers. Depois de um impasse de contrato que consumiu quase as três primeiras semanas de treinamento, Smith e os Cavaliers chegaram a um acordo.
Em 1º de novembro, em uma vitória sobre o Houston Rockets, Smith acertou sua 344ª cesta de três pontos, ultrapassando Damon Jones pelo nono lugar na lista de todos os tempos da equipe. Em 18 de novembro, ele acertou três cestas de 3 pontos contra o Detroit Pistons para passar Dirk Nowitzki como o 15º na lista de cestas de 3 pontos da NBA.
Em 20 de dezembro, em uma vitória sobre o Milwaukee Bucks, Smith sofreu uma fratura no polegar direito que exigiu cirurgia. Três dias depois, ele foi descartado por 12 a 14 semanas. Ele fez seu retorno a equipe em 9 de março contra os Pistons. Smith ajudou os Cavaliers a ter um recorde de 12-1 nas três primeiras rodadas dos playoffs para chegar às finais da NBA pela terceira temporada consecutiva. Lá os Cavaliers enfrentaram os Warriors, mas perderam a série em cinco jogos.

#### Temporada de 2017–18

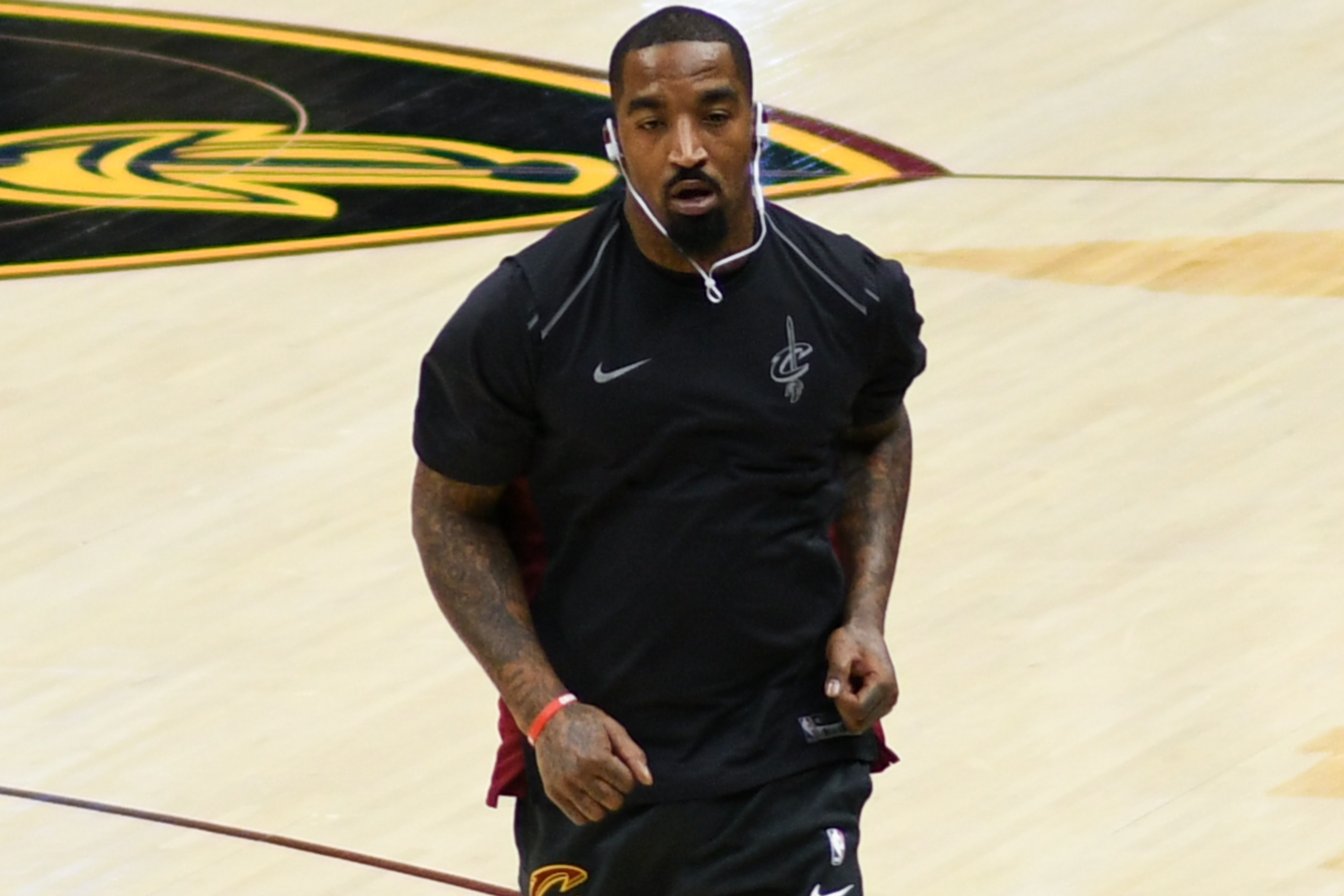
Smith durante o aquecimento pré-jogo em 2018

Em 2 de março de 2018, Smith foi suspenso pelos Cavaliers por um jogo por jogar uma tigela de sopa em um assistente técnico.
Durante o Jogo 1 das finais da NBA contra os Warriors, Smith conseguiu um rebote de um lance livre com 4,7 segundos restantes no tempo regulamentar. O jogo estava empatado, o que significa que uma cesta teria vencido o jogo. Smith, aparentemente confuso e, pensando que os Cavaliers estavam vencendo, tentou driblar o relógio antes de perceber seu erro e passar freneticamente para George Hill com 1,2 segundos restantes, na frente de um visivelmente irado LeBron James. Os Cavaliers perderam por 124-114 na prorrogação. Em uma entrevista pós-jogo, Smith afirmou inicialmente saber que o jogo estava empatado. Mais tarde, ele voltou atrás, dizendo: "Depois de pensar muito sobre isso, não posso dizer que tinha certeza de nada naquele momento". Os Cavaliers perderam a série em quatro jogos.

#### Temporada de 2018–19
Cleveland começou a temporada de 2018-19 com um recorde de 2-13 depois que LeBron James deixou a equipe. O técnico Tyronn Lue foi demitido após um início de 0-6, a equipe estava sofrendo lesões e o papel de Smith foi reduzido. Em 20 de novembro de 2018, os Cavaliers anunciaram que Smith "não estará mais com a equipe e a organização trabalha com JR e seus agentes em relação ao seu futuro". Um dia antes, ele acusou a equipe de não tentar ganhar, dizendo que seu objetivo era "desenvolver jovens jogadores e perder para obter escolhas no draft".
Em 15 de julho de 2019, ele foi dispensado pelos Cavaliers.

### Los Angeles Lakers (2020)
Em 1º de julho de 2020, Smith assinou com o Los Angeles Lakers pelo restante da temporada de 2019-20. Smith viria a ganhar seu segundo título da NBA quando o Lakers derrotou o Miami Heat em seis jogos.

## Estatísticas na NBA
|  | Campeão da NBA |

### Temporada Regular
| Ano     | Equipe      | PJ  | PT  | MPJ  | AP   | 3P   | LL    | RT  | AS  | BR  | TO  | PPJ  |
| ------- | ----------- | --- | --- | ---- | ---- | ---- | ----- | --- | --- | --- | --- | ---- |
| 2004-05 | Hornets     | 76  | 56  | 24.5 | .394 | .288 | .689  | 2.0 | 1.9 | 0.7 | 0.1 | 10.3 |
| 2005-06 | Hornets     | 55  | 25  | 18.0 | .393 | .371 | .822  | 2.0 | 1.1 | 0.7 | 0.1 | 7.7  |
| 2006-07 | Nuggets     | 63  | 24  | 23.3 | .441 | .390 | .810  | 2.3 | 1.4 | 0.8 | 0.1 | 13.0 |
| 2007-08 | Nuggets     | 74  | 0   | 19.2 | .461 | .403 | .719  | 2.1 | 1.7 | 0.8 | 0.2 | 12.3 |
| 2008-09 | Nuggets     | 81  | 18  | 27.7 | .446 | .397 | .754  | 3.7 | 2.8 | 1.0 | 0.2 | 15.2 |
| 2009-10 | Nuggets     | 75  | 0   | 27.8 | .414 | .338 | .706  | 3.1 | 2.4 | 1.3 | 0.3 | 15.4 |
| 2010-11 | Nuggets     | 79  | 6   | 24.9 | .435 | .390 | .738  | 4.1 | 2.2 | 1.2 | 0.2 | 12.3 |
| 2011-12 | Knicks      | 35  | 1   | 27.6 | .407 | .337 | .709  | 3.9 | 2.4 | 1.5 | 0.2 | 12.5 |
| 2012-13 | Knicks      | 80  | 0   | 33.5 | .422 | .356 | .762  | 5.3 | 2.7 | 1.3 | 0.3 | 18.1 |
| 2013-14 | Knicks      | 74  | 37  | 32.7 | .415 | .394 | .652  | 4.0 | 3.0 | 0.9 | 0.3 | 14.5 |
| 2014-15 | Knicks      | 24  | 6   | 25.8 | .402 | .356 | .692  | 2.4 | 3.4 | 0.8 | 0.2 | 10.9 |
| 2014-15 | Cavaliers   | 46  | 45  | 31.8 | .425 | .390 | .818  | 3.5 | 2.5 | 1.4 | 0.4 | 12.7 |
| 2015-16 | Cavaliers   | 77  | 77  | 30.7 | .415 | .400 | .634  | 2.8 | 1.7 | 1.1 | 0.3 | 12.4 |
| 2016-17 | Cavaliers   | 41  | 35  | 29.0 | .346 | .351 | .667  | 2.8 | 1.5 | 1.0 | 0.3 | 8.6  |
| 2017–18 | Cavaliers   | 80  | 61  | 28.1 | .403 | .375 | .696  | 2.9 | 1.8 | .9  | .1  | 8.3  |
| 2018–19 | Cavaliers   | 11  | 4   | 20.2 | .342 | .308 | .800  | 1.6 | 1.9 | 1.0 | .3  | 6.7  |
| 2019–20 | L.A. Lakers | 6   | 0   | 13.2 | .318 | .091 | 1.000 | .8  | .5  | .2  | .0  | 2.8  |
| Total   | Carreira    | 977 | 395 | 25.7 | .404 | .349 | .745  | 2.8 | 2.0 | .9  | .2  | 11.3 |

### Playoffs
| Ano      | Equipe      | PJ  | PT | MPJ  | AP   | 3P   | LL    | RT  | AS  | BR  | TO  | PPJ  |
| -------- | ----------- | --- | -- | ---- | ---- | ---- | ----- | --- | --- | --- | --- | ---- |
| 2007     | Nuggets     | 4   | 0  | 11.8 | .273 | .000 | 1.000 | 2.3 | 0.5 | 1.0 | 0.2 | 4.5  |
| 2008     | Nuggets     | 4   | 0  | 27.0 | .535 | .318 | .833  | 1.8 | 1.8 | 1.0 | 0.0 | 18.3 |
| 2009     | Nuggets     | 16  | 0  | 27.2 | .454 | .358 | .543  | 3.3 | 2.8 | 1.1 | 0.2 | 14.9 |
| 2010     | Nuggets     | 6   | 0  | 26.5 | .368 | .355 | .875  | 3.8 | 1.7 | 0.7 | 0.3 | 11.2 |
| 2011     | Nuggets     | 5   | 0  | 15.2 | .356 | .429 | .727  | 2.0 | 1.0 | 0.4 | 0.0 | 9.8  |
| 2012     | Knicks      | 5   | 0  | 35.0 | .316 | .179 | 1.000 | 2.6 | 2.2 | 1.2 | 0.2 | 12.2 |
| 2013     | Knicks      | 11  | 0  | 31.9 | .331 | .273 | .721  | 4.7 | 1.4 | 1.0 | 0.5 | 14.3 |
| 2015     | Cavaliers   | 18  | 4  | 31.1 | .403 | .359 | .700  | 4.7 | 1.2 | 0.9 | 0.6 | 12.8 |
| 2016     | Cavaliers   | 21  | 21 | 34.5 | .459 | .429 | .619  | 3.2 | 1.4 | 1.2 | 0.2 | 11.5 |
| 2017     | Cavaliers   | 18  | 18 | 27.1 | .505 | .500 | .455  | 2.3 | 0.7 | 0.7 | 0.3 | 8.1  |
| 2018     | Cleveland   | 22  | 21 | 32.1 | .348 | .367 | .773  | 2.7 | 1.1 | 1.0 | .2  | 8.7  |
| 2020     | L.A. Lakers | 10  | 0  | 7.5  | .269 | .273 | .000  | .3  | .3  | .2  | .0  | 2.0  |
| Carreira | Carreira    | 140 | 64 | 25.5 | .384 | .320 | .687  | 2.8 | 1.3 | .8  | .2  | 10.6 |

## Golfe
Em 11 de agosto de 2021, foi relatado que Smith se matriculou na North Carolina A&T State University, visando se formar em estudos liberais e planejando se juntar à equipe de golfe. A universidade anunciou em 8 de outubro de 2021 que Smith havia se qualificado para jogar no próximo torneio, o Phoenix Invitational, organizado pela Elon University, nos dias 11 e 12 de outubro. a menos que estivessem entre os dois melhores golfistas da equipe em seu torneio anterior.Smith foi nomeado o Atleta Acadêmico da universidade com um GPA de 4.0.

## Esports
Em 2021, J.R Smith assinou com a Complexity Gaming e jogou torneios de Warzone.

## Vida pessoal

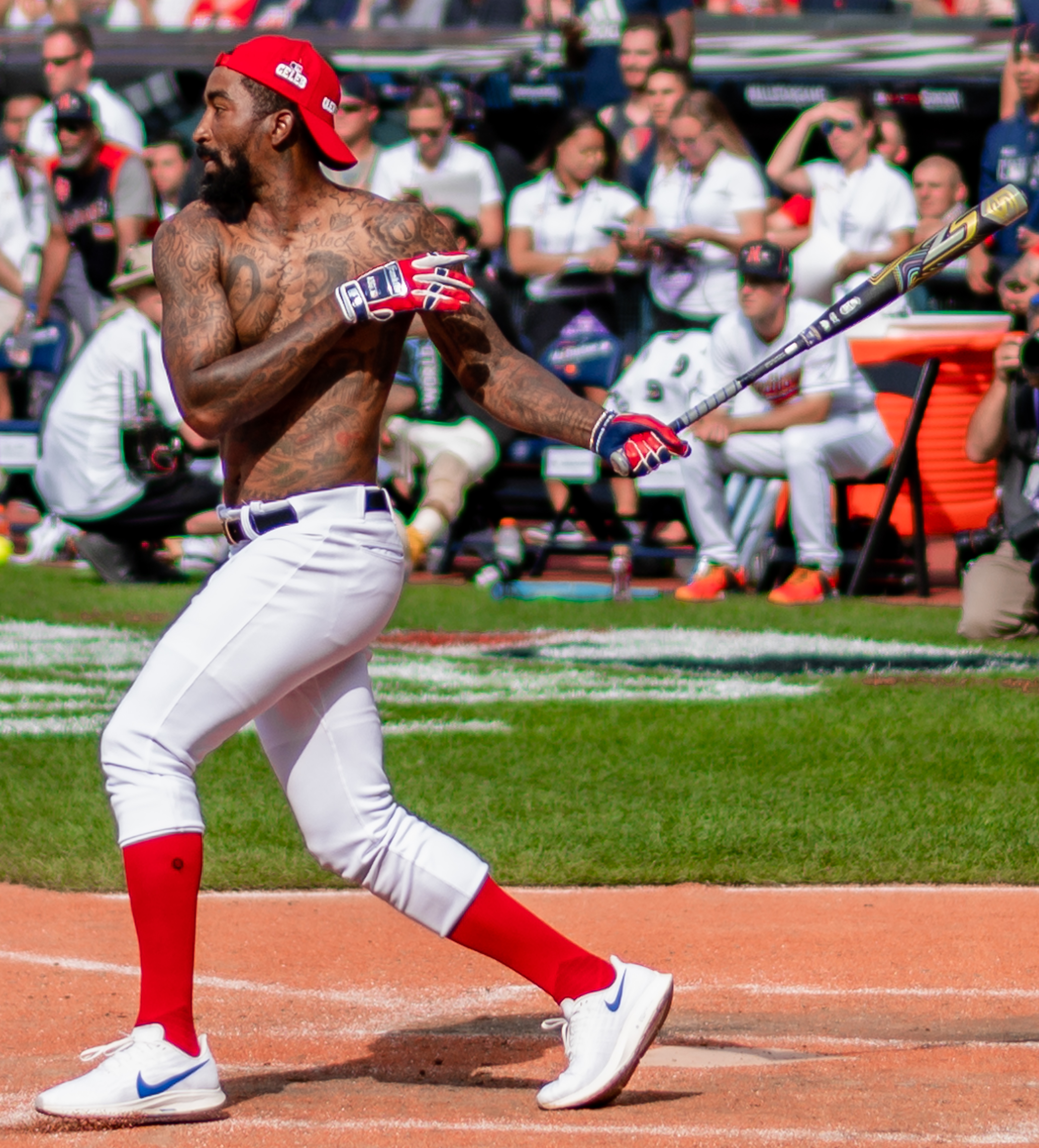
Smith jogando pelo Team Cleveland no All-Star Legends & Celebrity Softball Game de 2019 no Progressive Field

Em 2012, o The New York Times descreveu Smith como talvez o jogador mais tatuado da NBA. Ele disse que fez sua primeira tatuagem aos 15 anos, esteve em "provavelmente mil" estúdios de tatuagem em dezembro de 2012 e perdeu a conta de seu número de tatuagens "cerca de 70 e poucos". Em junho de 2016, uma empresa de roupas de Cleveland começou a vender uma camiseta que reproduzia as tatuagens do torso e do braço de Smith.
Em novembro de 2016, Smith apareceu no palco com sua família em um comício em Cleveland para a campanha presidencial de Hillary Clinton para endossar a candidatura de Clinton para a eleição presidencial de 2016.
Smith modelou para Nike e Supreme em 2018. Ele posteriormente tatuou o logotipo da Supreme em sua panturrilha.

### Família
Smith é filho de Ida e Earl Smith e tem três irmãos e duas irmãs. Seu irmão mais novo, Chris, jogou brevemente ao lado dele no New York Knicks na temporada de 2013-14. Seu irmão mais novo, Dimitrius, jogou futebol americano na Universidade de Monmouth.
Em agosto de 2016, Smith se casou com Jewel Harris; o casal tem três filhas juntos. Smith tem uma filha de um relacionamento anterior.

### Controvérsias
Em 2 de fevereiro de 2007, Smith e seu companheiro de equipe Carmelo Anthony se envolveram em um acidente de carro. Nenhum dos jogadores ficou ferido na colisão. O único detalhe divulgado pela equipe foi que o carro que Smith dirigia pertencia a Anthony.
Em 9 de junho de 2007, Smith e dois passageiros ficaram feridos em um acidente de carro na Stagecoach Road em Millstone Township, Nova Jersey, quando o SUV que ele dirigia colidiu com outro carro. Smith e um passageiro, Andre Bell, foram ejetados do veículo por volta das 17h30. O veículo de Smith passou por um sinal de pare e colidiu com o outro carro. Smith foi levado para o Hospital Universitário de Jersey Shore. Bell sofreu ferimentos graves na cabeça antes de ser declarado morto na noite de 11 de junho. Nem Smith nem o segundo passageiro sofreram ferimentos com risco de vida. Smith e Bell não estavam usando cinto de segurança na época. Em outubro de 2008, um grande júri no condado de Monmouth, se recusou a indiciar Smith por uma acusação de homicídio culposo decorrente do acidente.
Em 30 de junho de 2009, Smith se declarou culpado de uma acusação de direção imprudente em relação ao acidente de junho de 2007. Smith foi inicialmente condenado a 90 dias em uma prisão do condado de Monmouth (NJ), mas 60 desses dias foram suspensos, com a condição de que ele completasse 500 horas de serviço comunitário. Em 31 de julho de 2009, o Denver Post informou que Smith foi libertado da prisão depois de cumprir 24 dias de sua sentença.
Em 5 de agosto de 2009, Smith fechou sua conta no Twitter porque foi acusado de escrever de uma maneira que refletia a gangue Bloods, substituindo especificamente seus c's por k's.
Em 28 de agosto de 2009, Smith foi suspenso sete jogos na temporada de 2009-10 em resposta à sua confissão de culpa por uma acusação de direção imprudente relacionada ao acidente fatal de 2007. A NBA também citou seu mau histórico de condução como motivo para a suspensão. O registro de condução de Smith incluía cinco suspensões em oito meses, mas estava "em boas condições" no momento do acidente em Nova Jersey. Ele foi obrigado a pagar taxas de restauração e multas. Desde o acidente, ele recebeu mais duas multas por excesso de velocidade e três suspensões de licença em Nova Jersey.
Em março de 2012, Smith foi multado em US$ 25.000 pela NBA por postar uma foto da modelo Tahiry Jose em sua conta no Twitter. Em maio de 2012, Smith foi preso em Miami Beach por não comparecer ao tribunal em 2011, depois de ter sido citado por operar uma motoneta sem licença válida. No mês seguinte, ele processou seu ex-time, o Zhejiang Golden Bulls, por US$ 1 milhão depois que a equipe reteve esse valor de seu salário alegando que ele perdeu muitos treinos e fingiu uma lesão.
Durante as comemorações após a vitória nas finais da NBA de 2016, Smith foi visto várias vezes sem camisa. Durante o telefonema de congratulações do presidente Barack Obama ao técnico Tyronn Lue, Obama fez uma referência à falta de camisa de Smith. Como resultado de sua famosa falta de camisa, Smith encomendou uma camisa de seu torso.
Em setembro de 2018, a NBA ameaçou multar Smith se ele aparecesse em um jogo sem encobrir o logotipo da Supreme tatuado em sua perna. Smith inicialmente resistiu, mas, depois de conversar com funcionários da Associação Nacional de Jogadores de Basquete, acabou concordando em esconder a tatuagem.

Em 31 de maio de 2020, Smith foi visto em vídeo atacando outro homem. O homem estaria participando dos protestos de George Floyd e teria quebrado a janela do caminhão de Smith com seu skate. Smith afirmou em um vídeo que perseguiu o homem e "brigou com ele" porque ele "quebrou sua merda", e se referiu ao homem como um "garoto branco filho da puta".